# Oyster card

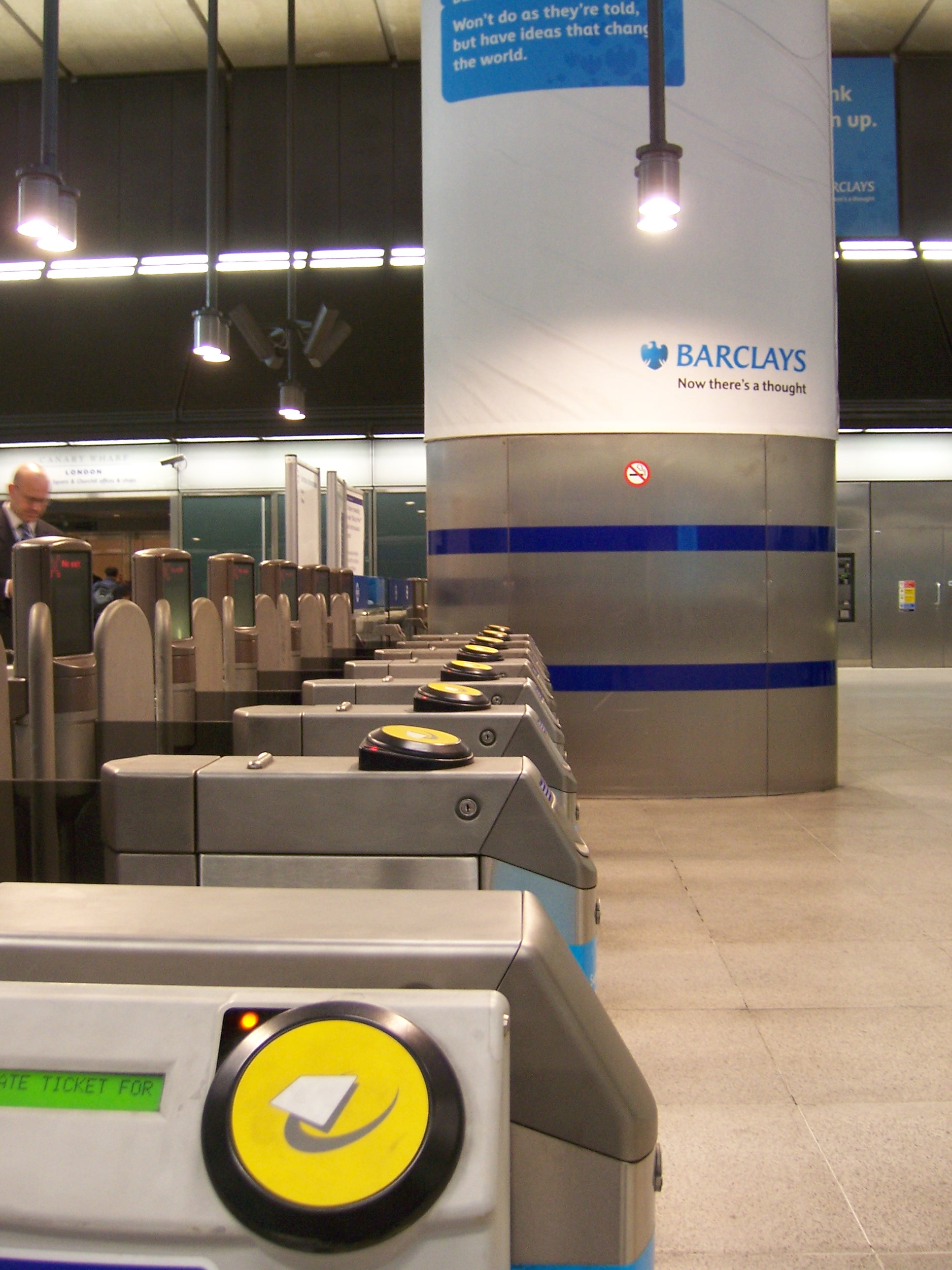
Toegangspoortjes op het metrostation Canary Wharf, de gele cirkels zijn de kaartlezers.

De Oyster card is een elektronische betaal- en toegangspas voor het openbaar vervoer in Londen. Ze is ingevoerd naast de bestaande plaatsbewijzenstructuur. De Oyster card is vergelijkbaar met de OV-chipkaart in Nederland. In tegenstelling tot de OV-chipkaart, die geldig is in heel Nederland, is de Oyster card alleen geldig in Londen en omgeving.
De Oyster is ingevoerd in 2003. In 2007 waren ongeveer 10 miljoen kaarten verkocht. Ongeveer 80% van alle reizen die gemaakt werden binnen het netwerk van Transport for London werden via Oyster betaald. Door het gebruik van Oyster is het aantal verkochte "papieren" vervoerbewijzen drastisch gedaald waardoor verkoopbalies gesloten konden worden.
De kaart is een contactloze chipkaart die werkt via de Mifare technologie van het Nederlandse NXP Semiconductors.

## Gebruik
Reizigers houden de kaart vlak bij de ronde gele kaartlezer (een Cubic Tri-Reader). Deze kaartlezer is in metrostations gemonteerd in de toegangspoortjes. In bussen is de lezer aangebracht bij de bestuurder, op de kaartmachines van de conducteurs en bij gelede bussen bij alle toegangsdeuren.
De kaarten kunnen op prepay-basis (genaamd Pay as you go ofwel PAYG) aangeschaft worden, maar ook kunnen periodieke abonnementen van een week of langer gekocht worden. In Nederland kunnen de kaarten via internet gekocht worden. Kaarten kunnen bij verkooppunten in Londen heropgeladen worden.

### Pay as you go, oftewel PAYG
De Oyster kan voor losse reizen gebruikt worden door de kaart net als een Chipknip "op te laden" met een vast bedrag met een maximum van 90 pond. De gebruiker moet dan bij het begin en bij het eind van de reis de kaart langs een lezer halen (touch in, touch out). In feite wordt bij het beginstation een borgsom van 4 of 5 pond (afhankelijk van het station) van de kaart afgeschreven en wordt bij het eindstation het verschil met het werkelijke bedrag teruggestort. Hiermee wordt voorkomen dat mensen misbruik van het systeem maken. Als de gebruiker vergeet of verzuimt de kaart langs de lezer te halen bij het eindstation is de reis duurder dan de werkelijke kosten van de reis als men op de ouderwetse wijze een kaartje gekocht had. Er wordt reistijdcontrole toegepast: Als de reis aanzienlijk langer duurt dan voorzien door onderbrekingen of een langere route dan gebruikelijk, wordt een strafboete geheven (incomplete transaction), naast dat er opnieuw ingecheckt wordt. Er is een daltarief en een spitstarief (van 6:30 tot 9:30 en van 16:00 tot 19:00). Voor bussen en de tram hoeft de kaart maar één keer gelezen te worden. Voor elke bus en tramrit wordt namelijk een vast tarief gebruikt, onafhankelijk van de afstand.
Naast de Oyster card, kunnen ook bankkaarten (ook buitenlandse) gebruikt worden voor de PAYG. Dit wordt 'contactless' reizen genoemd, want wel enigszins misleidend daar bankkaarten net als de Oyster card ook voor de lezers gehouden moeten worden. Er is geen voorafgaande registratie nodig, wel moet de bankkaart voorzien zijn van een chip waarmee contactloos betaald kan worden. Het 'contactless' reizen wordt gepromoot en biedt voordelen, zoals een week farecap die de Oyster card niet heeft.

### Capping
Ter vervanging van dagkaarten en weekkaarten is er een maximale uitgavegrens per dag en week (maandag tot en met zondag) ingesteld. Deze Capping is afhankelijk van het aantal gebruikte zones (1-2, 1-3 … 1-6). Nadat het maximumbedrag is afgeschreven, wordt er niets meer afgeschreven. Voor het gebruik van bussen en trams is er een aparte limiet, voor reizigers die alleen de tram en bus gebruiken. Daar er bij elke bus/tram overstap opnieuw betaald moet betaald moet worden kan dit snel oplopen. Bij de meeste stads/OV tariefsystemen mag binnen een uur onbeperkt overgestapt worden. Deze uitgaves worden wel meegenomen met de zonetarief 'caps'.

### Toepassingsgebied
"Pay as you go" was in het begin beperkt tot London underground, de DLR en een klein aantal verbindingen van "national rail" (spoorwegen). Vanaf 2 januari 2010 is PAYG geldig op alle spoorlijnen binnen Groot-Londen, waarbinnen zes tariefringzones (1-6) zijn gedefinieerd.
Buiten Groot-Londen zijn extra aanvullende tariefzones gedefinieerd (7-9) enkel voor het spoorvervoer. Deze buitenzones vormen geen aansluitend geheel maar zijn er enkel in plaatsen waar akkoorden zijn afgesloten met de vervoerders en lokale overheden buiten groot-Londen. Daarnaast zijn er stations buiten Groot-Londen die niet opgenomen zijn in tariefzones maar waar wel PAYG gebruikt kan worden. Het verst gelegen station waar de Oyster card gebruikt kan worden is Gatwick Airport. Voor reizen met bestemming of vertrek buiten Groot-Londen (tariefzone 6) wordt geen farecapping toegepast. PAYG is niet van toepassing op de Heathrow Express, Southeastern high Speed en de Emirates Air Line (kabelbaan).

## Techniek
De Oyster card is uitgerust met een draadloze RFID voor gegevensoverdracht.

## Privacy
Elke kaart heeft een uniek nummer en gebruikers kunnen de details van hun reizen gedurende de afgelopen acht weken inzien via internet. Dit betekent dat zodra iemand het nummer van de kaart van een gebruiker kan achterhalen alle reisgegevens beschikbaar worden.
Groot-Brittannië kent wetgeving gelijk aan de Nederlandse Wet bescherming persoonsgegevens, het gebruik van de informatie over reizen is daardoor strak aan banden gelegd. Pay as you go kaarten kunnen in principe anoniem zijn, bij weekkaarten en soortgelijke periodieke kaarten moet de gebruiker zich identificeren.
Transport for Londen (TfL) gebruikt gegevens uit het Oystersysteem voor analyse van vervoersstromen, hierbij wordt alleen gebruikgemaakt van de kenmerken van reizen en wordt geen link gelegd met de identiteit van de gebruiker.
In een strafrechtelijk onderzoek kan de politie verzoeken om gegevens van een bepaalde Oyster-kaart te leveren
Tussen augustus 2004 en maart 2006 ontving TfL 436 van dit soort verzoeken van de politie. Hiervan werden 409 verzoeken gehonoreerd. In 2008 werd bekend dat de inlichtingendiensten eveneens toegang willen hebben tot het systeem, voor zover bekend was hiervan nog geen sprake.

## Veiligheid
In juni 2008 hebben onderzoekers van de Radboud Universiteit Nijmegen, die eerder al de MIFARE Classic chip konden kraken, een Oyster-kaart gekraakt. Zij bleken in staat om, na een kaart van een andere gebruiker gelezen te hebben, de kaart te kopiëren en het saldo op te hogen en er daarna een dag lang mee te reizen.

## Verschillen met de ov-chipkaart
- Is beperkt tot Londen en er worden daarnaast ook papieren vervoerbewijzen gebruikt. Er zijn nog geen plannen om de papieren vervoerbewijzen af te schaffen. Voor verbindingen tussen het PAYG-gebied en erbuiten moet altijd een ander (papier) vervoersbewijs gebruikt worden.
- Het tariefsysteem is gebaseerd op 1 centrumzone en 5 ringzones en wordt niet gewijzigd. In de noordwesthoek (Omgeving Chesham, Amersham, Watford) zijn er de zones zes tot en met negen.
- Voor PAYG wordt een daglimiet toegepast (Fare capping). Reizigers zijn altijd minder kwijt dan de corresponderende dagkaart. Doordat PAYG ook wordt toegepast op alle treinverbindingen binnen Londen, is er geen reden meer om nog een dagkaart te kopen, bij normaal gebruik.[11]
- Voor de bus en tram kan men maar een keer inchecken. Voor de tram op de halte en voor de bus in het voertuig. Er geldt een vast tarief per rit ongeacht de afstand. Wel is er fare capping (maximum tarief) per dag voor alle bussen en trams. Deze fare capping staat los van de fare capping voor de metro, DLR en spoorweg.
- Bij bijzondere overstapsituaties, bijvoorbeeld van spoorweg naar metro of DLR, hoeft men maar één handeling uit te voeren. In Nederland checkt men eerst uit en dan weer in. Men kan de reis onderbreken, mits men in de logische richting blijft reizen. Voorbeeld: van Watford Junction naar Euston, bezoek station, waarna met de metro verder naar Kings Cross gereisd wordt. In de geschiedenis van de kaart staat nu 2 ritten: Watford - Euston 0 £, Watford - Kings Cross 4,5 £. De twee ritten worden tot een rit samengevoegd. Het moeten wel logische reizen zijn. Het systeem heeft moeite met rondritten en dergelijke. Daarvoor kan men best het station verlaten en weer betreden om een nieuwe reis te beginnen. De prijs van een reis kan afhankelijk zijn van de route. De prijs hangt af van het aantal gereisde zones. Het is met een ringzonesysteem goedkoper om niet door de centrumzone te reizen. Om aan te geven langs welke route men reist zijn er op sommige overstapstation rode routepalen, waar men de kaart kan langs halen.
- De Oyster-kaart is in principe een anonieme kaart. De kaart kan geregistreerd worden, waarna een persoonlijk abonnement erop geladen kan worden. Voor (persoonlijke) kortingen moet men naast de Oyster-kaart ook een stamkaart met foto kunnen laten zien.

Terwijl er in Nederland een beperkt aantal  spoorverbindingen zijn waarop meerdere spoormaatschappijen rijden, zijn er in Londen talrijke voorbeelden waar dit wel het geval is. Alle opbrengsten tussen deze verbindingen worden verdeeld tussen de spoormaatschappijen en er geldt één tarief. De toegangspoorten van de gemeenschappelijke stations geven toegang tot alle treinen. Er zijn aanvullende incheckpalen voor overstappers. In Wimbledon bijvoorbeeld gaan van buiten komende reizigers eerst door de stationspoort om daarna bij het tramperron in te checken voor de tram. Overstappers die met de trein aankomen, checken opnieuw in om de metro richting Earls Court te nemen. Het Stratford OV-knooppunt wordt bediend door twee metrolijnen, twee DLR lijnen, London Overground en treinen van National Express East Anglia. Bij de toegang tot het station zijn er poorten, maar daarnaast zijn er incheckpalen voor de DLR, rode routepalen voor London Overground en openstaande poorten voor de Jubilee line. Welke extra inchecks nodig zijn, is onduidelijk.